# Galléros pamacslábú-kolibri
A galléros pamacslábú-kolibri (Eriocnemis isabellae) a madarak (Aves) osztályának sarlósfecske-alakúak (Apodiformes) rendjébe és a kolibrifélék (Trochilidae) családjába tartozó faj.

## Rendszerezése
A fajt Alexander Cortés-Diago, Luis Alfonso Ortega, Luis Mazariegos-Hurtado és André-Alexander Weller írták le 2007-ben.

## Előfordulás
Dél-Amerika északnyugati részén, Kolumbia délnyugati részén elterülő Serrania del Pinche területén honos. Természetes élőhelyei a szubtrópusi és trópusi hegyi esőerdők. Állandó, nem vonuló faj.

## Megjelenése
Testhossza 9 centiméter. A faj egyedei jellegzetes külsővel rendelkeznek: nagy méretű, két színben játszó torokfoltjuk van a hímeknek, lábaik felett pedig fehér tollpamacs található.

## Természetvédelmi helyzete
Az elterjedési területe rendkívül kicsi, egyetlen helyről ismeret, egyedszáma 250-999 példány közötti és csökken. A Természetvédelmi Világszövetség Vörös listáján súlyosan veszélyeztetett fajként szerepel.